# Educabilidad
La educabilidad es una cualidad humana, conjunto de disposiciones y capacidades, que permiten a una persona recibir influencias para construir su conocimiento.  Herbart fue el primer autor que utilizó este término, y resume nuestra capacidad para aprender.
Para que la acción educativa sea posible hacen falta dos elementos:
- Educabilidad como capacidad para poder ser influenciado (educando).
- Educatividad como capacidad para influir (educador).

La diferencia existente entre el ser humano y los animales radica en que, el primero puede avanzar en el proceso educativo de forma consciente. Ya sabemos que el ser humano posee una ductilidad cognitiva muy elevada gracias a la capacidad para dirigir sus cambios en los esquemas cognitivos. Claro que todo esto depende mucho de la riqueza de los estímulos que ha tenido durante su vida.
La educabilidad no se fundamenta exclusivamente en factores psico-biológicos, es lo que nos diferencia de los animales, sino que la carga intencional es fundamental.  Entonces, si suprimiéramos ese carácter intencional de la educación, el proceso sería una evolución similar a la de los animales.[cita requerida]
Gracias a la complejidad estructural del ser humano y a la intencionalidad, podemos aspirar a convertirnos en el ser humano que deseamos ser. No estamos tan limitados por nuestra biología como el animal.
Otra característica de la educabilidad es que es personal y exclusiva de cada individuo. Por esto mismo se lucha por un currículo que respete la diversidad y atienda al alumnado de manera individual. Hasta ahora, el sistema educativo y sus niveles de concreción curricular ofrecen esta posibilidad, pero no se lleva bien en la práctica educativa a través de libros de textos, que fuerzan demasiado la homogeneidad.
Por último, la educabilidad es activa, puesto que la intencionalidad exige la participación de la persona que se beneficiará de dicho aprendizaje.

## Historia de la educabilidad
Johann Friedrich Herbart fue quien acuñó el término educabilidad como un concepto clave dentro de las ciencias de la educación.

El concepto fundamental de la Pedagogía es la educabilidad del alumno. Observación. El concepto de educabilidad (ductilidad, plasticidad) es de más vasta extensión. (...) De la educabilidad evolutiva se hallan rastros hasta en los animales más nobles. Pero la educabilidad de la voluntad para la moralidad solo la reconocemos en el hombre.
J. F. Herbart.

Se ha criticado la extensión de la definición por parte de Herbart de la educabilidad y por sus problemas semánticos que pueden provocar equívocos.
Relaciona la educabilidad con la "ductilidad" y la "plasticidad" como se realizaría con elementos maleables; luego la toma como "educabilidad evolutiva" explicando que no solamente se encuentra en el humano; y, por último, se refiere a la "educabilidad de la voluntad" que en conjunto con la potencia y la inteligencia se obtiene la educación moral.
Para la teoría naturalista, la educabilidad es la capacidad y exigencia de poder autodirigir el propio perfeccionamiento, posibilidad negada en la naturaleza por la falta de espontaneidad de la misma.

## Características de la educabilidad
Las características de la educabilidad se encuentran dadas por cuatro factores:
Es una cualidad humana 
1. La educabilidad es personal: es una exigencia individual inalienable e irrenunciable, surgida de la personalidad y propia de la humanidad.
2. La educabilidad es intencional: es el sujeto quien decidirá sus metas o ideales. Además, es referencial, porque sabe hacia dónde dirigirse.
3. La educabilidad es dinámica: la actividad de las personas en la actualidad supone el pasar por esta actividad dotándose así de capacidades.
4. La educabilidad es necesaria: ya que sin ella se privaría a las personas de autorrealización, personalización y socialización.[4]

## Características sociales
Las personas nos desarrollamos dependiendo del contexto social en el que nos encontremos. Es importante señalar que en los primeros años de nuestra vida, nuestra ductilidad es asombrosa, y que a medida que envejecemos la vamos perdiendo. Lev Vygotski ya argumentaba la extraordinaria importancia que tiene el grupo en nuestro desarrollo. De hecho somos seres sociales, y como tales, nos sentimos especialmente atraídos por establecer relaciones con otros. Los valores que vamos adquiriendo son producto de los intercambios entre grupos de iguales. Según la generación y su cultura, vamos aceptando o descartando aprendizajes, al mismo tiempo que los jerarquizamos.
En las distintas sociedades, la educabilidad ha sido tratada desde distintas perspectivas. Algunas favorecían mucho el aprendizaje y el desarrollo cognitivo. Otras no tanto. Este conjunto de valores, medios, avances tecnológicos, que son característicos de un grupo, van a permitir encaminar los aprendizajes de una manera determinada. La tecnología en la época actual está demostrando ser una herramienta muy útil para mejorar la acción educativa.
La sociedad de la información o la del conocimiento, son algunos de los nombres que posee la época en la que vivimos. No es para menos, puesto que los medios de los que disponemos amplían el saber y permiten que la información viaje a cualquier parte. De hecho, el sistema educativo tiene hoy una estructura y un currículo que no existía en otra época.